# Sinope (måne)
Sinope er en af planeten Jupiters måner: Den blev opdaget 21. juli 1914 af Seth Barnes Nicholson ved hjælp af Lick-observatoriet, og den kendes også under betegnelsen Jupiter IX. Først i 1975 vedtog den Internationale Astronomiske Union at opkalde den efter nymfen Sinope fra den græske mytologi.
Sinope tilhører den såkaldte Pasiphae-gruppe, som omfatter de 13 yderste Jupiter-måner. Gruppen er opkaldt efter månen Pasiphae.
| Naturvidenskab | Spire Denne naturvidenskabsartikel er en spire som bør udbygges. Du er velkommen til at hjælpe Wikipedia ved at udvide den. |